# Алтернативен рок
Алтернативният рок е поджанр в рок музиката. Появява се в края на 70-те и началото на 80-те години на XX век. Произлиза от стиловете гръндж, бритпоп, готик рок и инди рок. Появява се в северозападната част на САЩ, в градовете Сиатъл, Олимпия и Портланд и придобива популярност в края на 80-те и началото на 90-те години. Типични инструменти са електрическа китара, бас китара и барабани. Характеризира се главно с бурни китарни рифове и здрави барабани. Звукът се реализира едновременно от стилистична промяна в свиренето на пънк рока и използване на дисторшън и фийдбек.